# 英国大猫
英国大猫（英语：British big cats），是一种在苏格兰、英格兰荒郊和乡村游荡着的神秘的大型猫科动物。踪迹十分隐蔽。自2002年以来就有数千宗“大猫”的目击事件发生。目击者声称，这是一种“黑色、狮子一般”“像猫，黑毛，油光锃亮”的动物。据此英国民间成立英国大猫会，接插和收集目击资料，目的是“找出并保护”它们。
人们在“大猫”出现过的地方发现不少动物的尸体，包括豹子、猞猁、山猫等，它们还袭击村庄，给人造成危险和困扰。英国政府曾出动皇家海军陆战队和警察队伍来搜寻这种动物，皆无功而返。至今人们还不了解大猫究竟是什么动物。